# José Fonte
Pour les articles homonymes, voir Fonte.
José Miguel da Rocha Fonte, dit José Fonte [ ʒuˈzɛ ˈfõⁿtɨ], né le 22 décembre 1983 à Penafiel, au Portugal, est un footballeur international portugais qui évolue au poste de défenseur à Casa Pia.
Il est le frère de Rui Fonte.

## Biographie

### En club

#### Crystal Palace (2008-2010)
Formé au Portugal, Fonte rejoint en 2008 Crystal Palace en D2 pour être titulaire.
Il ne manque que très peu de matches et la saison 2007-2008 voit Crystal Palace terminer à la cinquième place, synonyme de qualification pour les play-offs. Le club londonien s'incline face à Bristol City 2-1 à l'aller comme au retour.

#### Southampton (2010-2017)
José Fonte signe à Southampton en janvier 2010 pour la somme de 1,4 M€.
C'est en août 2010 qu'il marque son premier but (4-0 contre Bristol Rovers). Après avoir marqué sept buts en championnat et en aidant Southampton à obtenir une promotion au deuxième niveau, Fonte a été nommé dans l' équipe League One de l’année pour la saison 2010-2011. Il a été élu Joueur de l’année de Southampton, avec 64 % des votes.
Le 29 décembre 2011, il prolonge son contrat et s'engage jusqu'en 2015. Son club atteint une deuxième promotion consécutive et monte en Premier League. Le 23 janvier 2014, Fonte a été attaqué par son coéquipier Dani Osvaldo pendant une séance d’entraînement. Par la suite, ce dernier est prêté à la Juventus F.C. durant le mercato d’hiver. Le 8 août 2014, il signe un nouveau contrat jusqu'en 2017 et devient le capitaine de l’équipe.
Le 30 juillet 2015, il fait ses débuts européens lors d'un match contre le Vitesse Arnhem (victoire 3-0). En 2016, José Mourinho souhaite faire de José Fonte (32 ans) sa dernière recrue à Manchester United pour le mercato estival, mais Arsenal s’immisce dans la course à la signature. Les Gunners veulent lui offrir une place de titulaire, ce que ne peut pas promettre le coach de Manchester United. Il se dit flatté par l’intérêt du club londonien mais restera finalement à Southampton.

#### West Ham United (2017-2018)
Le 20 janvier 2017, âgé de 33 ans, Fonte s’installe à West Ham United pour un montant de 9,2 M€ et un contrat de deux ans et demi. Il fait ses débuts le 1er février, lors d’une défaite 0-4 contre Manchester City où il a concédé un penalty face à Sterling. Le 4 novembre 2017, lors du match contre son ancienne équipe Crystal Palace, il subit une blessure qui l’écarte des terrains pour le reste de l’année.

#### Dalian Yifang (2018)
Le 23 février 2018, il s'engage dans le club chinois du Dalian Yifang contre 5,5 M€ en Super League chinoise.
Le 3 mars 2018, Fonte joue son premier match avec le Dalian Aerbin face au Shanghai SIPG (lourde défaite 8-0 au Stade de Shanghai).
Le 15 juillet 2018, Fonte résilie son contrat avec le club chinois après neuf matches avec le Dalian Yifang.

#### Lille OSC (2018-2023)

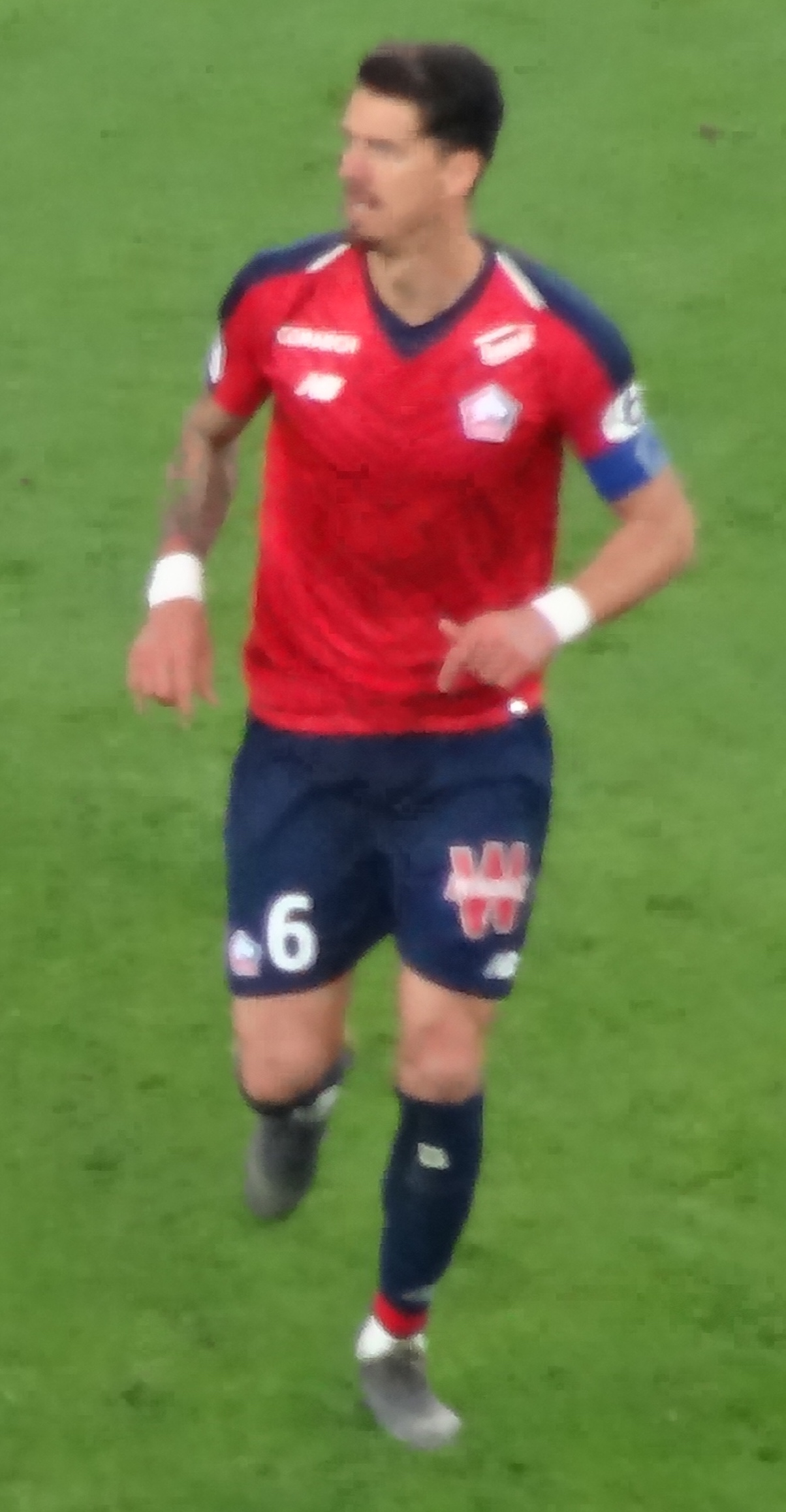
José Fonte avec le brassard de capitaine

Le 20 juillet 2018, le Lille OSC officialise un accord avec le joueur portugais qui s'engage pour deux saisons avec le club nordiste. Il portera le numéro 6 comme lors du mondial. Il rentre contre le Real Betis  et sera le capitaine, puis il dispute son deuxième match contre Leicester City ou il joue le match en entier.
Non qualifié pour le premier match de la saison, Fonte fera ses grands débuts contre Monaco pour le compte de la deuxième journée. Lors de la 6e journée, il inscrit son premier but en reprenant de la tête un corner de Thiago Mendes puis il délivre une passe décisive à Jonathan Ikoné lors du match face au FC Nantes (2-1).
José Fonte se fera notamment remarquer face au Paris Saint-Germain, où le LOSC l'emportera 5-1. Il marque notamment un but de la tête pour l'occasion.
L'équipe se classe deuxième du championnat avec la meilleure défense, ce qui permet au club de participer à la Ligue des champions, une première pour le Portugais. Fonte prolonge jusqu'en 2021 avec Lille.
Pour sa deuxième saison avec le club nordiste il est nommé capitaine de l'équipe, avec laquelle il finira quatrième du championnat de France. Le 17 septembre 2019, il découvre la Ligue des champions à 35 ans lors du match face à l'Ajax Amsterdam (défaite 3-0).
Durant la saison 2020-2021 il fait partie de l'équipe du LOSC championne de France devant le PSG, Monaco ou encore Lyon. À l'issue de cette saison, le joueur se retrouve en fin de contrat, c'est à l'été qu'il trouve avec la nouvelle direction un accord pour un contrat d'une année plus une en option, (option qui sera activée).
Pour la saison 2022-2023, il se retrouve à nouveau le patron de la défense lilloise, un arrière garde fortement remaniée après les départs de Sven Botman, Zeki Çelik, mais également de Reinildo, parti lui lors du dernier mercato hivernal. A l'issue de cette saison, il annonce son départ du club lillois après 5 saisons, où il a disputé 196 matchs et inscrit 9 buts.

#### SC Braga (2023-2024)
Le 18 juillet 2023, il s'engage pour une saison en faveur du SC Braga et effectue son retour dans son pays natal. Il ne restera qu'une saison pour 33 matchs, où il remportera notamment la Coupe de la Ligue.

#### Casa Pia (2024-)
Un an plus tard, le joueur de 40 ans reste dans l'élite portugaise en signant pour Casa Pia, ou il est le capitaine lors de la deuxième partie de saison.

### Carrière internationale
Fonte a été appelé dans l'équipe portugaise des moins de 21 ans pour le tournoi  de Vale do Tejo en 2006. Le 24 janvier, il a joué contre la Slovénie, le match se termina par une défaite aux tirs au but après un match nul 1-1. Le 3 octobre 2014, à près de 31 ans, Fonte a reçu sa première convocation en équipe nationale pour les matches  contre la France et le Danemark en qualification pour l’Euro 2016. Il a fait ses débuts dans un autre match d’exhibition, en jouant la seconde mi-temps d’une victoire 1-0 sur l'Argentine à Old Trafford le 18 novembre.
Fonte a été choisi par le sélectionneur Fernando Santos dans l’équipe lusitanienne pour l’Euro 2016. Il a été conservé à son poste jusqu'à la finale, remportée en prolongation 1-0 aux dépens de la France, le pays hôte. Il fut un réel pilier pendant cette compétition et sera l'un des joueurs qui a le plus joué. L'année suivante, il dispute la Coupe des Confédérations 2017 dans laquelle le Portugal obtiendra la troisième place.
Fonte a été nommé dans la liste des 23 joueurs retenus par le Portugal pour la Coupe du monde 2018 en Russie. Il dispute tous les matches lors de la phase de poules. Face à l'Espagne (3-3), il est mis à mal face à Diego Costa, qui inscrivit notamment un doublé. Lors des huitièmes de finale, le Portugal est battu 2-1 par l’Uruguay, sur un doublé d'Edinson Cavani.
Il remporte son deuxième trophée international, la Ligue des Nations 2019 avec l'équipe du Portugal en étant titulaire lors de la finale, victoire 1-0 face aux Pays-Bas. Fonte dispute sa dernière compétition internationale lors de l'Euro 2020 où les lusitaniens s'inclineront en 1/8e de finale face à la Belgique.

## Statistiques
| Saison                | Club                     | Championnat           | Championnat | Championnat | Coupe nationale | Coupe nationale | Coupe de la Ligue | Coupe de la Ligue | Supercoupe | Supercoupe | Compétition(s) continentale(s) | Compétition(s) continentale(s) | Compétition(s) continentale(s) | Play-off | Play-off | Football League Trophy | Football League Trophy | Total | Total |
| Saison                | Club                     | Division              | M.          | B.          | M.              | B.              | M.                | B.                | M.         | B.         | Comp.                          | M.                             | B.                             | M.       | B.       | M.                     | B.                     | M.    | B.    |
| 2002-2003             | Sporting CP B            | Second Division       | 22          | 0           | -               | -               | -                 | -                 | -          | -          | -                              | -                              | -                              | -        | -        | -                      | -                      | 22    | 0     |
| 2003-2004             | Sporting CP B            | Second Division       | 37          | 0           | -               | -               | -                 | -                 | -          | -          | -                              | -                              | -                              | -        | -        | -                      | -                      | 37    | 0     |
| Sous-total            | Sous-total               | Sous-total            | 59          | 0           | -               | -               | -                 | -                 | -          | -          | -                              | -                              | -                              | -        | -        | -                      | -                      | 59    | 0     |
| 2004-2005             | FC Felgueiras (prêt)     | Segunda Liga          | 28          | 1           | 1               | 0               | -                 | -                 | -          | -          | -                              | -                              | -                              | -        | -        | -                      | -                      | 29    | 1     |
| Sous-total            | Sous-total               | Sous-total            | 28          | 1           | 1               | 0               | -                 | -                 | -          | -          | -                              | -                              | -                              | -        | -        | -                      | -                      | 29    | 1     |
| 2005-2006             | Vitória Setúbal          | Primeira Liga         | 15          | 0           | -               | -               | -                 | -                 | -          | -          | C3                             | 2                              | 0                              | -        | -        | -                      | -                      | 17    | 0     |
| Sous-total            | Sous-total               | Sous-total            | 15          | 0           | -               | -               | -                 | -                 | -          | -          | -                              | 2                              | 0                              | -        | -        | -                      | -                      | 17    | 0     |
| 2005-2006             | Paços de Ferreira (prêt) | Primeira Liga         | 11          | 1           | -               | -               | -                 | -                 | -          | -          | -                              | -                              | -                              | -        | -        | -                      | -                      | 11    | 1     |
| Sous-total            | Sous-total               | Sous-total            | 11          | 1           | -               | -               | -                 | -                 | -          | -          | -                              | -                              | -                              | -        | -        | -                      | -                      | 11    | 1     |
| 2006-2007             | Estrela Amadora (prêt)   | Primeira Liga         | 25          | 1           | 2               | 0               | -                 | -                 | -          | -          | -                              | -                              | -                              | -        | -        | -                      | -                      | 27    | 1     |
| Sous-total            | Sous-total               | Sous-total            | 25          | 1           | 2               | 0               | -                 | -                 | -          | -          | -                              | -                              | -                              | -        | -        | -                      | -                      | 27    | 1     |
| 2007-2008             | Crystal Palace (prêt)    | Championship          | 22          | 1           | 1               | 0               | 1                 | 0                 | -          | -          | -                              | -                              | -                              | 2        | 0        | -                      | -                      | 26    | 1     |
| 2008-2009             | Crystal Palace           | Championship          | 38          | 4           | 2               | 0               | 1                 | 0                 | -          | -          | -                              | -                              | -                              | -        | -        | -                      | -                      | 41    | 4     |
| 2009-2010             | Crystal Palace           | Championship          | 22          | 1           | 1               | 0               | 2                 | 0                 | -          | -          | -                              | -                              | -                              | -        | -        | -                      | -                      | 25    | 1     |
| Sous-total            | Sous-total               | Sous-total            | 82          | 6           | 4               | 0               | 4                 | 0                 | -          | -          | -                              | -                              | -                              | 2        | 0        | -                      | -                      | 92    | 6     |
| 2009-2010             | Southampton              | League One            | 21          | 0           | -               | -               | -                 | -                 | -          | -          | -                              | -                              | -                              | -        | -        | 3                      | 0                      | 24    | 0     |
| 2010-2011             | Southampton              | League One            | 43          | 7           | 2               | 0               | 2                 | 0                 | -          | -          | -                              | -                              | -                              | -        | -        | 1                      | 0                      | 48    | 7     |
| 2011-2012             | Southampton              | Championship          | 42          | 1           | 1               | 0               | 1                 | 0                 | -          | -          | -                              | -                              | -                              | -        | -        | -                      | -                      | 44    | 1     |
| 2012-2013             | Southampton              | Premier League        | 27          | 2           | 1               | 0               | -                 | -                 | -          | -          | -                              | -                              | -                              | -        | -        | -                      | -                      | 28    | 2     |
| 2013-2014             | Southampton              | Premier League        | 36          | 3           | 1               | 0               | 1                 | 0                 | -          | -          | -                              | -                              | -                              | -        | -        | -                      | -                      | 38    | 3     |
| 2014-2015             | Southampton              | Premier League        | 37          | 0           | 3               | 0               | 4                 | 0                 | -          | -          | -                              | -                              | -                              | -        | -        | -                      | -                      | 44    | 0     |
| 2015-2016             | Southampton              | Premier League        | 37          | 2           | 1               | 0               | 1                 | 0                 | -          | -          | C3                             | 4                              | 0                              | -        | -        | -                      | -                      | 43    | 2     |
| 2016-2017             | Southampton              | Premier League        | 17          | 0           | -               | -               | 2                 | 0                 | -          | -          | -                              | -                              | -                              | -        | -        | -                      | -                      | 19    | 0     |
| Sous-total            | Sous-total               | Sous-total            | 260         | 15          | 9               | 0               | 11                | 0                 | -          | -          | -                              | 4                              | 0                              | -        | -        | 4                      | 0                      | 288   | 15    |
| 2017                  | West Ham United          | Premier League        | 16          | 0           | -               | -               | -                 | -                 | -          | -          | -                              | -                              | -                              | -        | -        | -                      | -                      | 16    | 0     |
| 2017-2018             | West Ham United          | Premier League        | 8           | 0           | -               | -               | -                 | -                 | -          | -          | -                              | -                              | -                              | -        | -        | -                      | -                      | 8     | 0     |
| Sous-total            | Sous-total               | Sous-total            | 24          | 0           | -               | -               | -                 | -                 | -          | -          | -                              | -                              | -                              | -        | -        | -                      | -                      | 24    | 0     |
| 2018                  | Dalian Yifang            | Super League          | 7           | 0           | 2               | 0               | -                 | -                 | -          | -          | -                              | -                              | -                              | -        | -        | -                      | -                      | 9     | 0     |
| Sous-total            | Sous-total               | Sous-total            | 7           | 0           | 2               | 0               | -                 | -                 | -          | -          | -                              | -                              | -                              | -        | -        | -                      | -                      | 9     | 0     |
| 2018-2019             | Lille OSC                | Ligue 1               | 36          | 3           | 2               | 0               | -                 | -                 | -          | -          | -                              | -                              | -                              | -        | -        | -                      | -                      | 38    | 3     |
| 2019-2020             | Lille OSC                | Ligue 1               | 25          | 1           | 2               | 1               | 2                 | 0                 | -          | -          | C1                             | 4                              | 0                              | -        | -        | -                      | -                      | 33    | 2     |
| 2020-2021             | Lille OSC                | Ligue 1               | 36          | 3           | 1               | 0               | -                 | -                 | -          | -          | C3                             | 6                              | 0                              | -        | -        | -                      | -                      | 43    | 3     |
| 2021-2022             | Lille OSC                | Ligue 1               | 38          | 0           | 2               | 0               | -                 | -                 | 1          | 0          | C1                             | 8                              | 0                              | -        | -        | -                      | -                      | 49    | 0     |
| 2022-2023             | Lille OSC                | Ligue 1               | 31          | 1           | 2               | 0               | -                 | -                 | -          | -          | -                              | -                              | -                              | -        | -        | -                      | -                      | 33    | 1     |
| Sous-total            | Sous-total               | Sous-total            | 166         | 8           | 9               | 1               | 2                 | 0                 | 1          | 0          | -                              | 18                             | 0                              | -        | -        | -                      | -                      | 196   | 9     |
| 2023-2024             | SC Braga                 | Primeira Liga         | 16          | 0           | 2               | 0               | 4                 | 0                 | -          | -          | C1+C3                          | 8+0                            | 0+0                            | -        | -        | -                      | -                      | 30    | 0     |
| Sous-total            | Sous-total               | Sous-total            | 16          | 0           | 2               | 0               | 4                 | 0                 | -          | -          | -                              | 8                              | 0                              | -        | -        | -                      | -                      | 30    | 0     |
| Total sur la carrière | Total sur la carrière    | Total sur la carrière | 693         | 32          | 29              | 1               | 21                | 0                 | 1          | 0          | -                              | 32                             | 0                              | 2        | 0        | 4                      | 0                      | 782   | 33    |

## Vie personnelle
José a un frère : Rui Fonte qui a été prêté au LOSC durant la saison 2018-2019. Les deux frères étaient coéquipiers au Sporting, Crystal Palace et au LOSC Lille.
Son père Artur Fonte a lui aussi été footballeur professionnel. Il a joué notamment 12 saisons en  championnat portugais ainsi qu'avec la sélection portugaise des moins de 20 ans.
Il est marié et a deux enfants.

## Palmarès

### En club
- Champion de France en 2021 avec le LOSC Lille
- Vainqueur du Football League Trophy en 2010 avec Southampton FC
- Vainqueur du Trophée des Champions en 2021 avec le LOSC Lille

### En équipe du Portugal
- 45 sélections depuis 2014
- Champion d'Europe des Nations en 2016
- Vainqueur de la Ligue des Nations en 2019
- 3e de la Coupe des Confédérations en 2017

## Distinctions individuelles
- Membre de l'équipe-type d'EFL League One en 2011
- Élu meilleur joueur de la saison de Southampton FC en 2011 et en 2015
- Élu meilleur joueur de la saison de Lille en 2021-2022[13]